# Japanische Formel-3-Meisterschaft
Die Japanische Formel-3-Meisterschaft war eine Rennserie in Japan. 2019 spaltete sie sich aufgrund des neuen Formel-3-Reglements: Der bisherige Promoter der Meisterschaft gründete die neue Super Formula Lights, die weiterhin als Feederserie für die Super Formula fungiert. Der Name "Formel 3" darf hierbei nicht mehr benutzt werden.
Die FIA vergab die Formel-3-Rechte für Japan an den Promoter K2, dessen Serie den Namen Formula Regional Japanese Championship trägt.

## Meister
| Jahr | Fahrer                 |
| ---- | ---------------------- |
| 1979 | Toshio Suzuki          |
| 1980 | Shūroku Sasaki         |
| 1981 | Osamu Nakako           |
| 1982 | Kengo Nakamoto         |
| 1983 | Yoshimasa Fujiwara     |
| 1984 | Shūji Hyōdō            |
| 1985 | Kōji Satō              |
| 1986 | Akio Morimoto          |
| 1987 | Ross Cheever           |
| 1988 | Akihiko Nakaya         |
| 1989 | Masahiko Kageyama      |
| 1990 | Naoki Hattori          |
| 1991 | Paulo Carcasci         |
| 1992 | Anthony Reid           |
| 1993 | Tom Kristensen         |
| 1994 | Michael Krumm          |
| 1995 | Pedro de la Rosa       |
| 1996 | Juichi Wakisaka        |
| 1997 | Tom Coronel            |
| 1998 | Peter Dumbreck         |
| 1999 | Darren Manning         |
| 2000 | Sébastien Philippe     |
| 2001 | Benoît Tréluyer        |
| 2002 | Takashi Kogure         |
| 2003 | James Courtney         |
| 2004 | Ronnie Quintarelli     |
| 2005 | João Paulo de Oliveira |
| 2006 | Adrian Sutil           |
| 2007 | Kazuya Ōshima          |
| 2008 | Carlo van Dam          |
| 2009 | Marcus Ericsson        |
| 2010 | Yūji Kunimoto          |
| 2011 | Yūhi Sekiguchi         |
| 2012 | Ryo Hirakawa           |
| 2013 | Yuichi Nakayama        |
| 2014 | Nobuharu Matsushita    |
| 2015 | Nick Cassidy           |
| 2016 | Kenta Yamashita        |
| 2017 | Mitsunori Takaboshi    |
| 2018 | Shou Tsuboi            |
| 2019 | Sacha Fenestraz        |
| 2020 | Sena Sakaguchi         |